# Pepca Kardelj
Jožefa Pepca Kardelj (rojena Maček), slovenska partizanka in političarka, * 20. februar 1914, Spodnja Zadobrova † 15. april 1990, Ljubljana.

## Življenje in delo
Kot mlado dekle je delala v tovarni Saturnus. Leta 1935 je postala članica KPS, 1941 pa pristopila v NOB. 
Konce  decembra  1941  je  bila  ujeta  s  skupino komunistov,   med  katerimi  je   bil   tudi  Tone Tomšič.   Po  šestmesečni   preiskavi   jo   je italijansko  vojaško  sodišče  obsodilo  na  18  let zapora. Po kapitulaciji  Italije  in po bivanju v zaporih  Begunje, Benetke, Parma in  Perugia je  novembra  1943  z akcijo   aktivistov   slovenskega   Rdečega  križa pobegnila. Obiskovala  je  partijsko  politično šolo in postala članica kontrolne komisije CK KPS. Njeno partizansko ime je bilo Pepina.  Na  ustanovnem  kongresu  KPS,  17. aprila  1937, je bila Pepca edina ženska.
Po vojni  se je borila za  ustanavljanje  krajevnih skupnosti, družbeno prehrano, samopostrežne  trgovine. Postala  je članica raznih aktivov, članica Sveta federacije, dobila je čin podpolkovnika JLA v rezervi. Bila je nosilka Parizanske spomenice 1941, Medalje za hrabrost, odlikovanja Red zaslug za ljudstvo z zlato zvezdo, Medalje zasluge za ljudstvo/narod? z zlatim  vencem, plakate občine  Šiška,  plakete  Ilegalca,  priznanja  OF, zlatega  znaka  Sindikatov  in  posebne  listine  predsednici  Koordinacijskega  odbora  Krajeva  skupnost  in družina.
Po smrti so z ljubljanskih Žal neznanci ukradli njeno žaro, ki jo je policija kmalu našla in jo vrnila v grobnico. Veliko prahu je dvigalo tudi pismo, objavljeno v študentskem glasilu Tribuna 26. marca 1990, malo pred njeno smrtjo, v katerem naj bi obsodila kontinuirano vladavino ene opcije in zločine komunizma ter se zavzemala za narodno spravo.

### Družina in sorodniki
Poročena je bila z Edvardom Kardeljem. Bila je sestra slovenskega politika Ivana Mačka - Matije in mati pesnika Boruta Kardelja, ki se je ustrelil z njeno pištolo leta 1971.

## Napredovanja
- rezervna podpolkovnica JLA (?)

## Odlikovanja
- red zaslug za ljudstvo I. stopnje
- red bratstva in enotnosti I. stopnje
- red za hrabrost
- red bratstva in enotnosti II. stopnje
- partizanska spomenica 1941